# Binjalbhavi, Sindgi
Binjalbhavi là một làng thuộc tehsil Sindgi, huyện Bijapur, bang Karnataka, Ấn Độ.